# Fischer Hoverwing HW2VT
Der Fischer Hoverwing HW2VT war ein Versuchsträger der Fischer Flugmechanik zur Nutzung der Luftkissentechnik von Bodeneffektfahrzeugen bei Start und Landung. Erste Erprobungsflüge fanden ab 1998 auf dem Markenermeer in Holland statt.

## Geschichte
Ab Mitte der 90er Jahre beschäftigte sich Fischer Flugmechanik mit dem Entwurf größerer Bodeneffektfahrzeuge. Bereits beim achtsitzigen Fischer Airfish AF-8 zeigte sich, dass sehr viel Energie nötig ist, um das Boot in den Bodeneffektbereich hineinzuführen. Für die Auslegung größerer Bodeneffektfahrzeuge wollte man daher andere Verfahren für die Start- und Landephase verwenden, in denen das Bodeneffektfahrzeug ein reines Wasserfahrzeug ist. Hanno Fischer griff dazu auf die bekannte Hovercraft-Technik zurück, bei dem unter dem Fahrzeug ein Luftkissen aufgebaut wird. Fischer entwickelte dazu ein Katamaran-Boot, bei dem die Öffnung zwischen den beiden Rümpfen mit einfahrbaren Abdeckungen verschlossen werden kann. Bei geschlossenen Abdeckungen konnte ein Teil des Propellerstroms zum Aufbau eines Luftkissens zwischen den Rümpfen verwendet werden. So konnte das Bodeneffektfahrzeug bereits ohne Nutzung des Bodeneffekts beim An- und Ablegen über dem Wasser schweben, was es auch manövrierbarer machte. Ansonsten wies der Entwurf des neuen Bodeneffektfahrzeugs die gleichen Auslegungsmerkmale auf wie die bisherigen Airfish-Boote mit ihrem umgekehrten Deltaflügel. Fischer führte für diese neuen Bodeneffektfahrzeuge die Bezeichnung Hoverwing ein.
Zur Erprobung beauftragte Fischer bei Airfoil Development 1997 den Bau eines zweisitzigen Versuchsträgers unter der Bezeichnung Fischer Hoverwing HW2VT. Der Bau des Versuchsträgers wurde vom Bundesministerium für Bildung und Forschung (BMFT) im Rahmen des Forschungsprojekts „Technische Entwicklung von Bodeneffekt-Fahrzeugen (TEBEF)“ gefördert. Als wissenschaftliche Organisation beteiligte sich das Institut für Binnenschiffbau in Duisburg an der Entwicklung. Neben dem Bau des HW2VT wurde im Rahmen des Projekts der Bau eines zweiten Bodeneffektfahrzeugs Hydrowing VT01 der Techno Trans in Rostock finanziert. Hydrowing und Hoverwing-Technik sollten im Rahmen ihrer Erprobung miteinander verglichen werden.

## Konstruktion
Eigentlich beabsichtigte Hanno Fischer, mit der neuen Hoverwing-Technik bereits die Anforderung der Flightship Ground Effect Pty. für ein achtsitziges Taxiboot zu erfüllen. Der ursprüngliche Entwurf sah daher ein größeres achtsitziges Boot vor. Für den Versuchsträger wurde dieser Entwurf im Maßstab 1:3 auf einen zweisitzigen Entwurf herunterskaliert.
Der zweisitzige Hoverwing HW2VT war ein Bodeneffektfahrzeug nach Lippischer Auslegung mit einem umgekehrten, abgeknickten Deltaflügel und Doppel-T-Leitwerk. Der Rumpf war als Katamaranrumpf ausgeführt, bei dem am Bug und Heck einfahrbare Schürzen montiert waren, die zum Aufbau des Luftkissens unter dem Rumpf geschlossen werden konnten. Zum Aufbau des Luftkissens wurde ein Teil des Propellerstroms unter den Rumpf geleitet, wodurch die Wasserverdrängung des Boots um 80 % reduziert werden konnte. Sobald das Boot den Bodeneffekt aufgebaut hatte, wurde die vordere und hintere Schürze eingefahren und das Boot vollständig in den Bodeneffektmodus überführt.

## Erprobung
Den Bau des HW2VT-Versuchsträgers übernahm die Versuchsanstalt für Binnenschiffbau in Duisburg. Der Erstflug des HW2VT erfolgte am 7. Mai 1997 auf dem Baldeney-See in Essen. Die grundlegende Erprobung der Hoverwing-Technik fand 1998 seitens Airfoil Development auf dem Markenermeer in Holland statt. Die Hochsee-Erprobung fand 1999 auf der Ostsee statt. Insgesamt wurden in der vierjährigen Erprobungsphase 3000 Fahrkilometer mit dem HW2VT absolviert. Bei Abschluss der Erprobung im März 2001 war die Hoverwing-Technik zur Serienreife entwickelt und wurde in künftigen Entwürfen der Fischer Flugmechanik zum Standard.
Das TEBEF-Projekt des Bundesministers für Forschung und Technologie wird nach Abschluss der Erprobung eingestellt. Ein Anschlussprojekt zum Bau eines größeren 20-sitzigen Hoverwings kommt nicht mehr zustande. Da die Flightship-Anforderung inzwischen bereits mit der älteren Airfish-Technik erfüllt werden konnte, dauerte es bis 2008, um den ersten Entwurf eines größeren Bodeneffektfahrzeugs mit der Fischer Hoverwing HW20 in Angriff zu nehmen.

## Verbleib
Der Hoverwing-HW2VT-Versuchsträger wurde später an PT AGEC Techno in Jakarta als Trainingsboot übergeben. Das Vergleichsboot Hydrowing VT01 befindet sich im Technischen Landesmuseum in Wismar.

## Technische Daten
| Kenngröße             | Daten          |
| --------------------- | -------------- |
| Besatzung             | 2              |
| Passagiere            | –              |
| Länge                 | 11,50 m        |
| Spannweite            | 11,00 m        |
| Höhe                  | 2,80 m         |
| Flügelfläche          | m²             |
| Flügelstreckung       |                |
| Nutzlast              |                |
| Leermasse             | 1100 kg        |
| max. Startmasse       |                |
| Reisegeschwindigkeit  |                |
| Höchstgeschwindigkeit | 140 km/h       |
| Dienstgipfelhöhe      |                |
| Reichweite            |                |
| Triebwerke            | 100 PS (74 kW) |

## Ähnliche Entwicklungen
- Techno Trans Hydrowing VT01